# Laboratório móvel
Um laboratório móvel é um laboratório totalmente alojado ou transportado por um veículo, como um ônibus convertido, um trailer ou um trator-reboque. Esses veículos podem servir a uma variedade de funções, incluindo:
- Educação Científica
- Pesquisa científica
- Análise e monitoramento de ar, água e solo
- Biossegurança

## Laboratórios de Ensino Móvel

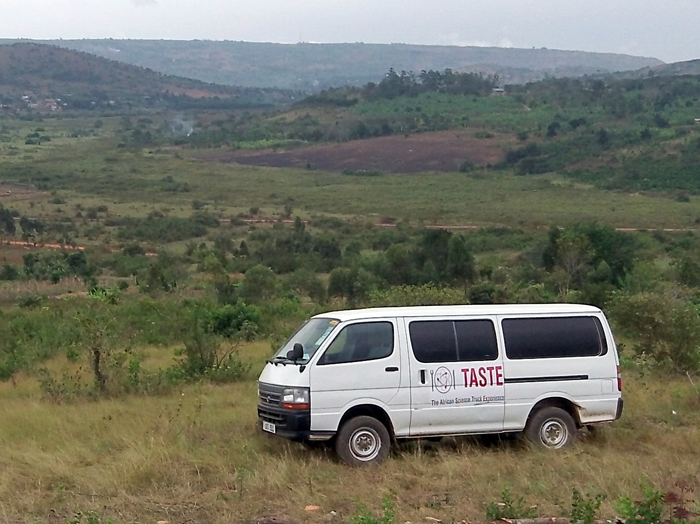
Um laboratório de ensino móvel na zona rural de Uganda, operado pela The African Science Truck Experience. O veículo contém equipamento científico prático que é transportado entre várias escolas.

Um novo uso do laboratório móvel é no ensino de ciências. Em alguns casos, o laboratório móvel viaja para escolas, museus e outras organizações comunitárias, fornecendo às escolas recursos educacionais que, de outra forma, carecem. A coalizão de laboratórios móveis é uma parceria livre de grupos que fornecem esses serviços. Em outros casos, os alunos também devem viajar para o laboratório móvel, como quando o laboratório assume a forma de barco ou trem. Os laboratórios móveis vêm recentemente ganhando o apoio dos Institutos Nacionais de Saúde, na forma de laboratórios móveis particulares, como o Biobus localizado em Nova York e o Programa Bio-Bus da Georgia State University localizado em Atlanta, GA e a Universidade de Boston MobileLab, como forma de desenvolver conhecimento e compreensão sobre biotecnologia e medicina entre a população dos Estados Unidos.
A prática de laboratórios de ensino móvel existe fora dos EUA também com exemplos, no Reino Unido e em países africanos. O Instituto de Física do Reino Unido está visitando escolas secundárias com seu Lab in a Lorry. Este é um grande caminhão articulado com três pequenos laboratórios. Neles, os alunos podem aprender sobre o uso da Física na Medicina e fazer experimentos práticos com luz e som usando bons equipamentos de laboratório de física. Estes são orientados por voluntários locais e um cientista do IoP. Os voluntários geralmente têm interesse em ciência geral ou têm formação científica. O projeto tem o apoio da British Science Association, do STEMNET Ambassadors Scheme e de patrocinadores como a EDF Energy .